# Émile Friol
Émile Louis Friol, né le 9 mars 1881 à Lyon et mort le 16 novembre 1916, est un coureur cycliste français.

## Biographie
Émile Friol est né à Lyon. Il suit une formation de mécanicien. Il est marchand de cycles, place de l’Église à Tain-l'Hermitage. Parallèlement, il participe dans les alentours à des petites courses amateurs.
En 1904, après son service militaire à Briançon, il déménage à Paris pour devenir professionnel. Encore amateur, un match l'oppose à Frank Kramer, la veille des Six jours de New York 1904. Il s'entraîne avec succès, avec Henri Mayer. Il remporte à deux reprises le championnat du monde de vitesse (1907 et 1910). Il est également quintuple champion de France de la discipline. Il collectionne les victoires sur les Grands Prix de vitesse, dont quatre Grands Prix de Paris.
Ironiquement, un match entre Friol et son ami allemand Henri Mayer conduit à un désaccord entre la Fédération allemande de cyclisme et l'UCI, lors des mondiaux sur piste 1910 à Bruxelles. Alors que Friol remporte la série, les Allemands protestent en vain contre ce résultat. Par la suite, tous les coureurs allemands se retirent des mondiaux et la Fédération allemande décide de quitter l'UCI. Elle ne reviendra sous le giron de l'organisation qu'en 1912.
Friol se marie avec Angélique Lagouge, le 9 décembre 1910, à Paris 16e . Ils eurent une fille Émilienne.
Émile Friol est mobilisé depuis le début de la Première Guerre mondiale comme conducteur au 20e Escadron du Train (20e ETEM), d'abord attaché comme automobiliste à une des grandes administrations militaires, puis affecté, vers le mois de juillet 1915, à l'état-major d'un convoi automobile sur le front, mais comme motocycliste. Il meurt le 16 novembre 1916, au pavillon Duvauchel à l'Hôpital Civil, 3 boulevard Saint-Charles à Amiens, qui servait d’hôpital militaire, touché par une bombe, en service commandé, alors qu'il conduisait une moto,,. Il est inhumé à la Nécropole nationale Saint-Pierre à Amiens, Tombe 444.

## Palmarès

### Championnats du monde
- 1906
  -  Médaillé de bronze de la vitesse
- 1907
  -  Champion du monde de vitesse
- 1910
  -  Champion du monde de vitesse

### Championnats d'Europe
- 1907
  - Champion d'Europe de vitesse masculin
- 1910
  - Champion d'Europe de vitesse masculin

### Championnats de France
- 1904
  -  Champion de France de vitesse
- 1905
  - 3e de la vitesse
- 1906
  -  Champion de France de vitesse
- 1907
  -  Champion de France de vitesse
- 1908
  - 2e de la vitesse
- 1910
  -  Champion de France de vitesse[6]
- 1911
  - 2e de la vitesse
- 1912
  - 2e de la vitesse
- 1913
  -  Champion de France de vitesse
- 1914
  - 2e de la vitesse[7]

### Grands Prix
- Grand Prix de Paris : 1905, 1907, 1909[8] et 1910[9]
- Grand Prix de Noël : 1907
- Grand Prix de Reims : 1907 et 1910
- Grand Prix de l'UVF : 1908, 1910 et 1911
- Grand Prix de la République : 1908
- Grand Prix de Buffalo : 1910
- Grand Prix du Conseil municipal : 1911 et 1912

## Distinctions
- Croix de guerre 1914–1918

## Hommage
Une rue porte son nom à Tain-l'Hermitage. Un prix de cyclisme sur piste est créé à son nom. Il est inscrit sur la plaque commémorative 1914-1918 du musée du vélo à Saint-Usuge.